# Esquire (titolo nobiliare)
Esquire (dal latino scutarius, cioè scudiero, "portatore di scudo", in riferimento al diritto di avere uno stemma) è un titolo nobiliare britannico per i facenti parte della gentry; il suo utilizzo col tempo divenne di tipo residuale, atto ad indicare in generale colui che è esperto nella gestione della cosa pubblica o nel diritto, soprattutto gli avvocati; quest'uso, seppur ufficiosamente, è corrente anche negli Stati Uniti d'America.

## Storia

### Nel Regno Unito
Nel XIX secolo era normalmente definito esquire (o squire) un proprietario terriero di un certo livello quando questi non era in possesso di altri titoli. In molte parrocchie, dal XVII secolo, in mano dello squire c'erano anche le rendite ecclesiastiche e il diritto di scegliere il titolare della parrocchia. 
In origine, però, il termine esquire, che nacque attorno al XIV secolo, serviva per identificare il rango immediatamente inferiore a quello di knight (cavaliere); dopo gli esquire vi era la categoria dei gentlemen e degli yeomen. Solo le prime tre categorie (knights, esquires, gentlemen) erano considerate armigere. Il titolo di esquire veniva dato anche a chi ricopriva determinati uffici.
Il numero di coloro che possono usare il titolo di esquire è molto limitato: esso spetta per eredità (ad es. ai primogeniti dei cavalieri); spetta ad alcuni araldi che vengono designati con tale qualifica nelle loro lettere patenti; a chi ricopre determinati uffici.

### Negli Stati Uniti
Negli Stati Uniti il titolo esquire viene utilizzato per identificare un avvocato (aggiungendo al cognome il suffisso "Esq."). Sebbene il titolo di esquire non sia attribuito ufficialmente dalla legge, a causa della sua diffusione storica tra i membri della professione forense, l'utilizzo del titolo di esquire da parte di chi non è avvocato viene considerato prova dell'esercizio abusivo della professione forense e può dar luogo a sanzioni.

## Nella letteratura
- Jane Austen accenna al titolo nell'incipit del romanzo Persuasione, parlando della defunta moglie di sir Walter Elliott.
- Sir Walter Scott lo attribuisce a Edward Waverley, protagonista del suo romanzo del 1814 Waverley.
- Jules Verne lo attribuisce a Phileas Fogg, protagonista del suo romanzo del 1873 Il giro del mondo in 80 giorni.
- William Thackeray lo attribuisce a Barry Lyndon, protagonista del romanzo Le memorie di Barry Lyndon,  da cui è tratto il film di Stanley Kubrick.